# Masdevallia cinnamomea
Masdevallia cinnamomea är en orkidéart som beskrevs av Heinrich Gustav Reichenbach. Masdevallia cinnamomea ingår i släktet Masdevallia och familjen orkidéer.
Artens utbredningsområde är Peru. Inga underarter finns listade i Catalogue of Life.